# 小行星6734
小行星6734（6734 Benzenberg）是一颗绕太阳运转的小行星，为主小行星带小行星。该小行星于1992年3月19日发现。

## 轨道参数
小行星6734的轨道半长轴为448 029 650 km，2.9948506 UA，离心率为0.117。